# El Pere
El Pere és una muntanya de 627,4 metres que es troba al municipi d'Omells de na Gaia, a la comarca catalana de l'Urgell.